# 徳大寺実祖
徳大寺 実祖（とくだいじ さねさき）は、江戸時代中期から後期にかけての公卿。内大臣・西園寺公晃の次男（三男とも）。権大納言・徳大寺公城の養子。官位は従一位、右大臣。

## 経歴
京都にて誕生。宝暦7年（1757年）に叙爵。宝暦10年（1760年）に徳大寺家に養子に入った。その後、侍従・右近衛権少将・左近衛権中将を経て、安永2年（1773年）に権中納言、安永3年（1774年）に後桜町上皇の院御厩別当となる。安永5年（1776年）には踏歌節会外弁を務める。
安永8年（1779年）に権大納言就任。天明6年（1786年）に大歌所別当となる。寛政6年（1794年）に光格天皇の中宮欣子内親王の中宮大夫に就任。寛政9年（1797年）には右近衛大将・右馬寮御監に転じた。寛政10年（1798年）内大臣に任ぜられるも辞す。寛政12年（1800年）に従一位を授与された。文化12年（1815年）右大臣に任じられるも辞す。

## 系譜
- 父：西園寺公晃（1702-1770）
- 母：今出川伊季の娘
- 養父：徳大寺公城（1729-1782）
- 妻：不詳
  - 男子：徳大寺公迪（1771-1811）
  - 男子：清水谷実揖
  - 男子：徳大寺実繁
  - 女子：泰君 - 浅野斉賢継室